# Mia et moi
 (mai 2018).
Mia et moi (Mia and Me) est une série télévisée germano-italo-canado-néerlandaise, produite par Lucky Punch puis Made 4 Entertainment et diffusée entre le 19 décembre 2011 et le 14 juin 2023 sur Télétoon+ puis Boing en France, depuis le 10 septembre 2012 sur Rai 2 en Italie, sur Treehouse TV au Canada et sur La Trois dans OUFtivi en Belgique. C'est une série hybride mêlant à la fois prise de vues réelles et animation 3D. Elle s'inscrit dans le genre fantasy.
Un long métrage intitulé Mia et moi : L'Héroïne de Centopia, produit par Made 4 Entertainment , Hahn & m4e Productions et Flying Bark Productions, sort au cinéma en 2022.

## Synopsis
Après le décès de ses parents, la tante de Mia, une jeune fille de 12 ans, l'accompagne pour son entrée dans un nouveau pensionnat, à Florence. Voyant sa nièce triste et mal à l'aise, elle décide de lui offrir un cadeau d'anniversaire special : un livre légué par le père de Mia qu'elle adorait étant enfant. Sa tante l'ayant laissée seule, Mia ouvre le livre pour se plonger dans les fabuleuses aventures du monde de Centopia. Avec le livre, elle reçoit un étrange bracelet et un mot disant « Je suis Mia ». En voyant le livre s'animer et le bracelet réagir, elle comprend qu'elle doit dire le mot de passe pour entrer dans cet autre monde.
Ainsi Mia se retrouve transformée en elfe et transportée dans l'univers enchanté de Centopia où elle sympathise avec les licornes, rencontre un faune du nom de Phuddle et devient amie avec les elfes Yuko et le Prince Mo, fils de la reine Mayla et du sage roi Raynor. Ensemble, ils doivent unir leurs forces pour empêcher l'horrible Panthea et sa fidèle Gargonna, l'elfe noire d'attraper des licornes et de prendre leurs cornes dans le but de conserver sa jeunesse.
Mia est là aussi pour donner des oracles et pour retrouver les morceaux du Tromptus, un instrument qui pourra détruire Panthea, Gargonna et leurs soldats, les Monculus.

## Fiche technique
- Titre original : Mia and Me
- Réalisation : Gerhard Hahn, Andrea de Sica, Luca Morsella, Larry Whitaker
- Scénario : Doug Sinclair, Mike Drach, Jono Howard, Terry Saltsman, Robin Stein
- Direction artistique pour l'animation : Bill Speers, Neschet Al Zubaidi
- Musique originale : Gerd Kaeding
- Chanson du générique : Linus de Paoli, interprétée en français par Magali Bonfils
- Sociétés de production : Lucky Punch, en coproduction avec March Entertainment, Rainbow S.p.A, Zweites Deutsches Fernsehen (ZDF)
- Durée : 24 minutes par épisode
- Diffusion : 
  - France: 19 décembre 2011

## Distribution
Monde réel
- Rosabell Laurenti Sellers (saisons 1 et 2) (VFB : Audrey D'Hulstère) / Margot Nuccetelli (saisons 3 et 4) (VFB : Helena Coppejans) : Mia, l'héroïne de la série[2]
- Josephine Benini (saisons 1 et 2) (VFB : Laetitia Liénart) : Violetta Di Nola, la peste du pensionnat

Centopia
- Andrew Craig / Evan Stern / Timo Kinzel (VFB : Matthias Billard) : Prince Mo, fils du Roi Raynor
- Tajja Isen / Ana Sani / Nicole Hise (VFB : Esther Aflalo) : Yuko, amie de Mia et Mo
- Jonathan Wilson / Todd Schik / Bian Brugess (VFB : Alessandro Bevilacqua) : Phuddle le faune
- Linda Ballantyne / Jodi Krangel / Marty Sander (VFB : Nathalie Hugo): Reine Mayla, mère de Mo
- Rod Wilson / Rory O'Shea / Paul Tylak (VFB : Franck Dacquin): Roi Raynor, père de Mo
- Norma Dell'Agnese / Stephanie Barone / Manon Kahle (VFB : Catherine Conet) : Gargonna, une elfe noire, bras droit de Panthéa
- Jamie Watson / Daniel Davies / Tomas Wilkinson (VFB : Jean-Michel Vovk) : Polytheus l'homme-serpent, un marchand sournois

### Saison 1
Monde réel
- Adrian Moore (VFB : Thibaut Delmotte) : Vincent, l'ami de Mia
- Saphia Stoney (VFB : Élisabeth Guinand) : Paula, camarade de chambre et amie de Mia, anciennement dans la bande Violetta

Centopia
- Elizabeth Hanna (VFB : Francine Laffineuse) : Panthéa, reine des Elfes noirs
- Alyson Court : Une elfe
- John Stocker (VFB : Benoît Van Dorslaer) : Roi des Faunes
- Ron Rubin : Faune courtisan

### Saison 2
Monde réel
- Ray Lovelock : Renzo, le grand-père de Mia
- Luca Murphy : Mario, jeune homme qui travaille pour Renzo pendant l'été
- Gianna Paola Scaffidi : Franca, la grand-mère de Mario
- Anthony Souter : Silvio Frascati, agent de police et vieil ami de Renzo
- Sara Ricci : Comtesse Di Nola, la mère de Violetta
- Fabio Corallini : Vittorio Di Nola, le père de Violetta
- Douglas Dean : Directeur de la banque, responsable de la banque de Renzo
- Massimiliano Pazzaglia : lui-même
- Rick Braco : Juge Back

Centopia
- David Pender-Crichton : Rixel, directeur de cirque et serviteur de l'Elfe noir
- Martin Yap (VFB : Philippe Résimont) : Seigneur Drakon, maître des Elfes noirs
- Pina Crispo (VFB : Maia Baran) : Xolana, elfe aux cheveux bleus amoureuse de Mo
- Valerie Borghesi (VFB : Alexandra Correa) : Shiva, elfe blonde amoureuse de Mo
- Rochelle Bulmer : Lasita, elfe amoureuse de Mo et amie des animaux
- Pierre Mourant (VFB : Maxime Van Santfoort) : Simo, elfe « fantôme » du Bois-Maudit
- Kelly Topaz (VFB : Nathalie Hons) : Tessandra, druidesse et mère de Simo
- Alanna Levierge : Varia, l'alter-Ego de Violetta

### Saison 3
Monde réel
- Lucia Luna (VFB : Sophie Frison) : Sara, la jeune fille non-voyante
- Laura Ruocco (VFB : Colette Sodoyez) : Luciana, mère de Sara
- Tommaso Maria Neri (VFB : Maxime Donnay) : Fabio, vieil ami de Sara
- Mary Sellers (VFB : Bernadette Mouzon) : Annie, la tante de Mia
- Marco Quaglia : Bernard O. Brimm
- Giuseppe Guandini (VFB : Tony Beck) : Mr Monti
- Rocco Tommaso Ciccarelli : Mr Balani
- Clive Riche (VFB : Patrick Waleffe) : Mr Meloni
- Serena Bilanceri : Stella
- Stefano Patti : Fernando

Centopia
- Jonathan Failla (VFB : Philippe Résimont) : Seigneur Drakon, maître des Elfes noirs
- Angus McGruther (VFB : Maxime Van Santfoort) : Simo, elfe « fantôme » du Bois-Maudit
- Laura Wilkinson (VFB : Nathalie Hons) : Tessandra, druidesse et mère de Simo
- Jeff Burel (VFB : Nicolas Matthys) : Dax, l'homme mouche et antagoniste de cette saison
- Ricardia Bramley (VFB : Micheline Tziamalis) : Kuki
- Harvey Friedman (VFB : Benoît Van Dorslaer) : Roi des Faunes
- Melissa Holroyd : Reine des Faunes
- Kristi Hughes (VFB : Melissa Windal) : Lola
- Reilly Ott : Kyara

## Épisodes

### Première saison (2011-2012)
1. Un monde nouveau
2. Le bel espoir
3. La tromptusse de la gloire
4. Une bataille de perdue
5. La corne d'or
6. Sacrifice
7. La cérémonie du Thé
8. Un pique-nique inoubliable
9. Une amitié extraordinaire
10. La Licorne de la Terre
11. Les trésors des Catacombes
12. Phuddle ce héros
13. La Licorne du feu
14. La forêt morte
15. Une étrange lanterne
16. Le piège à licornes
17. Fleurs d'arc-en-ciel
18. Roi Mo Cœur de Lion
19. Le clavicorne
20. La Caverne de la Vérité
21. Les Falaises Ventées
22. Le masque et la lune
23. Un ami inattendu
24. Des larmes de joie
25. La dernière pièce (partie 1)
26. Une page se tourne (partie 2)

### Deuxième saison (2015)
Elle est diffusée depuis février 2015 en France sur Boing, depuis le 4 mars 2015 en Belgique sur La Trois dans OUFtivi, et en Italie depuis le 5 avril 2015 sur Rai Gulp.
1. Un mystérieux visiteur
2. Un cirque époustouflant
3. Une soupe bien poivrée
4. Dragons en danger
5. Le charme discret du fantôme du Bois-Maudit
6. La galerie secrète
7. Le secret des plantes grimpantes
8. La couronne du roi licorne
9. Les anneaux de la couronne
10. Danse avec les étoiles
11. Un colocataire indésirable
12. Le jour de l'amitié
13. Le masque du passé
14. Le Bolobo siffleur
15. Bienvenue Varia
16. La traversée du pont arc-en ciel
17. L'échange
18. Les fleurs de Panthéa
19. La quête de la fleur de feu
20. En route pour le nord
21. Le roi des licornes
22. La source Arc-en-ciel
23. Un aller simple
24. Les deux visages de Varia
25. Un pour tous, tous pour Gurga
26. Briser la malédiction

### Troisième saison (2017)
Elle est diffusée depuis avril 2018 en Belgique sur La Trois et depuis janvier 2019 sur Netflix.
1. La naissance de Kyara
2. Le retour de l'Elfe Noir
3. Sommeil royal
4. Le secret du roi faune
5. Dispute entre sœurs
6. La garderie des licornes
7. Phudel déménage
8. Le plus offrant
9. La nuit devient jour
10. Le cycle de la vie
11. Les flèches luisantes
12. A la recherche de Simo
13. La malédiction des Lys-trompettes
14. Un monstre a Centopia
15. Ballade au clair de lune
16. La licorne de cœur
17. Un Bluebardo en péril
18. Le papillon géant
19. La plus timide des licornes
20. Retour sur l’île Arc-en-ciel
21. Ziggo déménage
22. Retour a la grotte de crystal
23. Le cambriolage du château des ténèbres
24. Voir dans le noir
25. Le grand sommeil
26. Le dernier combat

## Résumé des saisons

### Saison 1 (2011-2012)
Après le décès de ses parents, Mia,une jeune fille de 12 ans est inscrite dans un internat  par sa tante. Elle s'y fait une ennemie, Violetta, la fille la plus populaire de l'école, et doit partager sa chambre avec Paula, l'une de ses complices. Vincent est le souffre-douleur de Violetta et ses complices. Mia défend son ami qui garde le secret de Centopia. Juste avant de partir, la tante de Mia lui laisse un livre que son père voulait lui offrir pour son anniversaire juste avant de partir pour toujours. C'est alors que Mia découvre un bracelet magique qui l'emporte dans un monde complètement différent : le monde de Centopia, un monde mystérieux peuplée d'elfes et de licornes. Transformée en elfe, Mia fait la connaissance de Phuddle le faune et d'une licorne nommée Lyria, qu'elle délivre d'un piège. La jeune fille se découvre alors un pouvoir : elle comprend les licornes. En visitant Centopia, Mia rencontre Mo, prince des elfes, et son amie Yuko. Ces derniers lui expliquent que Lyria a été piégée par Panthéa, une reine diabolique qui utilise les cornes de licornes pour rester éternellement jeune. Plus tard, Lyria met au monde un poulain, Onchao, différent des autres licornes car doté d'une corne d'or et d'ailes, ainsi que d'un pouvoir de résurrection. Il est le seul qui puisse retrouver les pièces du Tromptus, un instrument capable d'anéantir Panthéa. Cette dernière l'avait détruit et en avait dispersé les morceaux dans les coins les plus reculés de Centopia. Onchao est sûrement la clé pour sauver Centopia des griffes de Panthéa. Par la suite, Paula est le deuxième personnage qui est impliqué au sujet de Centopia juste après Vincent. Une fois que le Tromptus est reconstitué cela peut vaincre Panthéa et ses soldats les Monculus et la victoire sera fêtée. La fin d'année approche, et tout le monde se dit au revoir.
Sans oublier Violetta et ses acolytes qui cherchent à dérober le livre de Mia pour en savoir plus sur ce livre et le secret de Mia, mais elle échoue malgré ses nombreuses tentatives et on la retrouvera dans la saison 2 par la suite.

### Saison 2 (2015)
Mia passe ses vacances dans la ferme de son grand-père Renzo. Elle y fait la connaissance de Mario, un jeune homme qui prête main-forte à son grand-père. Elle découvre que Violetta passe des vacances chez sa mère, la comtesse Di Nola, qui vit près de la ferme. Mia ouvre son livre et repart à Centopia. La paix semble régner puisque Panthéa est vaincue. La reine Mayla voit un cirque flottant qui se dirige vers Centopia. Son propriétaire, Rixel, elfe grotesque à l'air sympathique, invite les Centopiens à son spectacle. Mais si le roi Raynor et sa femme lui accordent leur confiance, Mia, Yuko et Mo conservent des craintes. Rixel est en fait un antagoniste au service du chef des elfes noirs, chargé de capturer Onchao. Rixel s'allie avec Gargona, la chef des armées de Panthéa. Pendant le spectacle, les elfes remarquent que Rixel hypnotise ses animaux à l'aide d'une potion. Ils parviennent à en sauver quelques-uns, mais ne réussissent pas à libérer Gurga, le dragon de Rixel qui a le pouvoir de créer des soldats de feu. Pour rompre l'enchantement, Mia et ses amis vont chercher de l'aide auprès de la druide Tessandra et de son fils Simo, qui vivent dans la forêt du Bois Maudit. Tessandra peut créer un remède à partir d'une goutte d'eau d'arc-en ciel, ingrédient qui ne se trouve que sur l'Île-Arc-En-Ciel. Pour accéder à cette île, il faut rassembler les anneaux de la couronne d'Ono, le roi des licornes et père d'Onchao. Dans le monde réel, Mia casse son bracelet par accident et Violetta, le 3e personnage connaissant la vraie nature de Mia en récupère un morceau : elle a désormais son propre artefact, un collier, qui lui permet d'aller à Centopia. Elle se présente aux elfes sous le nom de Varia, et devient l’espionne de Rixel. Mario sera le 4e personnage au courant de l'existence de Centopia. À la suite d'un conflit entre Violetta et sa mère, qui veut empêcher sa fille de retourner vivre chez son père, Violetta se réfugie à Centopia et jette son collier dans la rivière. Elle est raisonnée par Mia avec qui elle se réconcilie, et quitte sa mère pour retrouver son père. Elle passe par ailleurs dans le camp des elfes. L'elfe noir est intouchable, mais lorsque Mia et ses amis s'en rendent compte, ils utilisent la potion sur celui-ci, qui sera vaincu. Mia remporte la victoire du rodéo dans le monde réel et Mia, son papi, la mamie de Mario et Mario 
fêtent alors la victoire.

### Saison 3 (2017)
Le grand père de Mia l'a inscrite dans un ranch pour la fin des vacances ! Mais en réservant… Il s'est malheureusement trompé de mois! Il ne reste plus de chambres ni de chevaux à s'occuper… Et le téléphérique ne descend plus, heureusement Mia trouve refuge dans une charmante ferme, où elle va faire la connaissance de Sarah, une jeune fille non-voyante, et de sa mère. À Centopia, c'est l'effervescence générale : Lyria est enceinte de Kyara, la future petite sœur d'Onchao ! Mais cela n'échappe pas à Gargona, qui compte bien s'emparer de ses pouvoirs… Heureusement, Mia, Yuko et Mo vont veiller sur les licornes. Mais Dax, l'homme-mouche, arrive à Centopia avec ses sbires et une drôle de plante vénéneuse dont il veut se servir sur l'île… Mia et ses amis le combattent, et Dax s'allie avec Gargona. Il réussit à empoisonner le roi et la reine des elfes. Mia, Yuko et Mo trouveront-ils un remède ?

## Commentaires
La série utilise le même procédé que la série Code Lyoko Evolution. Une partie est dans le monde réel (avec des acteurs) et une autre en dessins animés (Centopia).